# میمون دماغ‌سربالا
میمون دماغ‌سربالا (نام علمی: Rhinopithecus) نام یک سرده از تیره میمون بر قدیم است.

## گونه‌ها
- سرده Rhinopithecus [۱]
  - میمون دماغ‌سربالای طلایی, Rhinopithecus roxellana
  - میمون دماغ‌سربالای سیاه, Rhinopithecus bieti
  - میمون دماغ‌سربالای خاکستری, Rhinopithecus brelichi
  - میمون دماغ‌سربالای تونکین, Rhinopithecus avunculus
  - میمون دماغ‌سربالای میانمار, Rhinopithecus strykeri.[۲]